# Flavia Fratello
Flavia Fratello (Milano, 5 giugno 1964) è una giornalista e conduttrice televisiva italiana.

## Biografia
Si laurea in storia moderna e nel 1991 si iscrive all'Albo dei giornalisti professionisti. Entra nel mondo del lavoro, in giovane età, ed inizia a lavorare per la Gazzetta di Carpi e con una radio modenese la Modena Radio City. La sua esperienza televisiva, invece, ha inizio a Videomusic dove conduce il VM Giornale e una trasmissione televisiva dedicata alla scuola, dal nome VMscuola. In seguito all'unificazione delle redazioni di Videomusic e TMC, le viene affidata la conduzione di un programma di approfondimento politico del telegiornale.
Con la trasformazione di Tele Monte Carlo in LA7 diviene volto dell'edizione del mattino del TgLa7 (conducendo alle volte anche l'edizione delle 13.30) e inviata dello stesso. Inoltre, conduce alcuni programmi di informazione e approfondimento, sempre su La7, tra cui Omnibus notte e, dal settembre 2013, TGLa7 Night Desk. Nella primavera 2019 fa parte della staffetta di giornalisti che si alterna alla conduzione del programma di Radio Radicale "Stampa e regime", per rendere omaggio allo storico conduttore Massimo Bordin, scomparso il 17 aprile 2019. Da allora ha condotto la rubrica una-due volte al mese: è nel gruppo ristretto di giornalisti che settimanalmente, dal lunedì al venerdì, si dà il cambio alla conduzione del noto programma radiofonico.

## Televisione
- VMscuola - VideoMusic
- Omnibus (programma televisivo) - La7
- Reality - La7
- TGLa7 Night Desk (dal 2013)
- Coffee Break - La7 (dal 2014 periodo estivo e in sostituzione ad aprile 2016)